# Marie-Soleil Beaudoin
 (juin 2019).
Marie-Soleil Beaudoin, née le 30 novembre 1982 à Vancouver, est une arbitre internationale canadienne de football. Elle est arbitre internationale FIFA depuis 2014. Elle est notamment choisie par la FIFA comme arbitre pour la Coupe du monde féminine de football 2019.

## Carrière sportive
Marie-Soleil Beaudoin commence comme arbitre, au niveau régional, en 2008, pour la province en 2009, puis au niveau national en 2013. Elle est arbitre international depuis 2014. 

## Vie privée et professionnelle non sportive
Née à Vancouver, Marie-Soleil Beaudoin a grandi au Québec, dans une fratrie de 4 filles. Diplômée en science à l'Université McGill, elle poursuit ses études à l'Université de Guelph, ou elle obtient une maîtrise en science, et un doctorat en nutrition et métabolisme. Elle est actuellement professeur en physiologie et en biophysique à l'Université Dalhousie, après avoir exercé un an à l'Université du nord de la Colombie-Britannique.